# Hilara comes
Hilara comes är en tvåvingeart som beskrevs av Collin 1960. Hilara comes ingår i släktet Hilara och familjen dansflugor. Inga underarter finns listade i Catalogue of Life.